# Victor Louis de Benoist
Pour les articles homonymes, voir Benoist.
Pour les autres membres de la famille, voir Famille de Benoist.
Le baron Victor Louis de Benoist (né le 29 octobre 1813 à Dugny, † 15 juin 1896 à Waly) fut un député du Second Empire de 1858 à 1870 et un agronome distingué.

## Biographie
Issu d’une famille noble d’origine belge devenue française à la suite du traité de Nimègue (1678), il avait pour parents Ghislain Adrien Henri de Benoist, connu pour avoir découvert le testament de Marie-Antoinette, et Agnès Marie Esther Justine d’Ivory. Après des études à Saint-Acheul et au collège de Jully, il devint propriétaire et épousa en 1837 Fanny de Billaut, dont il eut sept enfants. Très ouvert à l’innovation, il transforma sa propriété en une exploitation modèle et fonda les Comices agricoles de la Meuse.
Membre du conseil général de la Meuse pour le canton de Triaucourt en 1848, il fit montre d’un dévouement absolu pour la chose publique lors des épidémies de choléras de 1849 et de 1854, préférant agir dans son village plutôt que d’accepter une place de conseiller d'État proposée par le ministre de l’Agriculture.
Maire de Waly (Meuse) en 1852, dans un pays encore largement rural, il dirigea les sociétés d’agriculture de Verdun et de Bar-le-Duc, et fut correspondant de la Société centrale d’agriculture. Disposant dans sa région d’un certain prestige et d’une autorité réelle en raison de son dynamisme et de son efficacité, il remporta les élections du 21 novembre 1858 dans la deuxième circonscription de la Meuse. Il intégra alors la partie la plus conservatrice du Corps législatif, dit de la rue de l’Arcade, tout en dirigeant en province le conseil général de la Meuse.
Ses réélections de 1863 et 1869 se firent à la quasi-unanimité des votants et à la nette majorité des inscrits. Il participa à l’élaboration du budget de 1864 et 1869, à la Commission agricole en 1866, à celle du contingent en 1867, ainsi qu’à celle du code rural en 1870.
Ses « Souffrances de l’agriculture » de 1866 reproduisent un long discours tenu à l’assemblée du Corps législatif. La même année, la visite de l’impératrice Eugénie en Lorraine renforça son prestige. Il fit néanmoins partie des « 91 » et s’opposa à l’évolution libérale de l’Empire. Le 1er février 1869, il interpella le gouvernement sur l’application trop large du droit de réunion, pressentant peut-être les événements qui allaient surgir (évolution belliciste de l’opinion publique, Commune de Paris). Il soutint en revanche les projets de réorganisation de l’armée et les demandes de crédits présentées par le maréchal Niel.

## Décorations
- Chevalier de la Légion d'honneur le 13 août 1861
- Commandeur de l'Ordre de Saint-Grégoire-le-Grand en 1861
- Officier de la Légion d’honneur à compter du 14 juillet 1866
- Officier de l’Instruction publique

## Blason de la famille

de Benoist

- Armes : Écartelé aux 1 et 4 d'azur, à la bande d'or, accompagnée en chef d'une étoile à six raies d'or et d'un croissant du même en pointe; aux 2 et 3 d'argent, chargé de fleurs de lys d'azur sans nombre.
- Supports : Deux lions d'or au naturel, tenant chacun une bandrole: celle de dextre aux armes des 1 et 4e quartiers; celle de sénestre aux armes des 2 et 3e quartiers.
- Timbre : Couronne des Pays-Bas autrichiens: tortil de baron portant des perles sur le bord, sans tiges.